# Абрамов, Валерий Николаевич
Валерий Николаевич Абрамов (род. 8 марта 1951, Москва) — советский футболист, нападающий. Известен по выступлениям за московское «Торпедо» в 1969—1975 годах.

## Спортивная карьера
Выпускник школы «Торпедо». В чемпионатах СССР за «Торпедо» провёл 65 матчей, забил 5 голов с 1969 по 1975 год. В 1970 году был удостоен приза «Лучшие дебютанты сезона» и «За самый красивый гол сезона». В 1972 году в составе «Торпедо» стал обладателем Кубка СССР. Участвовал в двух еврокубковых матчах. 19 сентября 1973 года на 46-й минуте игры против «Атлетик Бильбао» заменил Владимира Бутурлакина. В ответном матче появился на поле на 55-й минуте вместо Александра Тукманова.
Играл за «Нистру» Кишинёв (1976 год, 13 матчей, 1 гол), «Торпедо» Владимир (1976 год) и «Факел» Воронеж (1977—1978).
При всей кажущейся непохожести форвардов «Торпедо» друг на друга есть у них общая главенствующая черта — индивидуализм в решении игровых задач. С одной стороны, это достоинство, а с другой — недостаток, прежде всего для командных действий. Отсутствие коммуникабельности у нападающих и полузащитников обедняет игру «Торпедо». К примеру, партнёры зачастую не понимают эффектных ходов Фетисова и не знают, когда можно ждать от него передачи. Поэтому игроки делают ставку (даже, может быть, независимо от тренерских указаний) на контратаку, причём на самый её простой вид — длинный перевод мяча, и убегай от защитника… Есть, как мне кажется, один нападающий в «Торпедо», который мог бы как-то объединить игру в атаке благодаря своим комбинационным способностям. Я имею в виду Валерия Абрамова. Но он, видно, никак не может набрать форму (может, на тренировках ленится?) и поэтому появляется на поле лишь эпизодически…Олег Кучеренко, еженедельник «Футбол-Хоккей» за 1971 год